# Austin Hooper
Austin Manuel Hooper (San Ramon, 4 novembre 1994) è un giocatore di football americano statunitense che milita nel ruolo di tight end per i New England Patriots della National Football League (NFL). Al college giocò con l'Università di Stanford.

## Carriera

### Atlanta Falcons

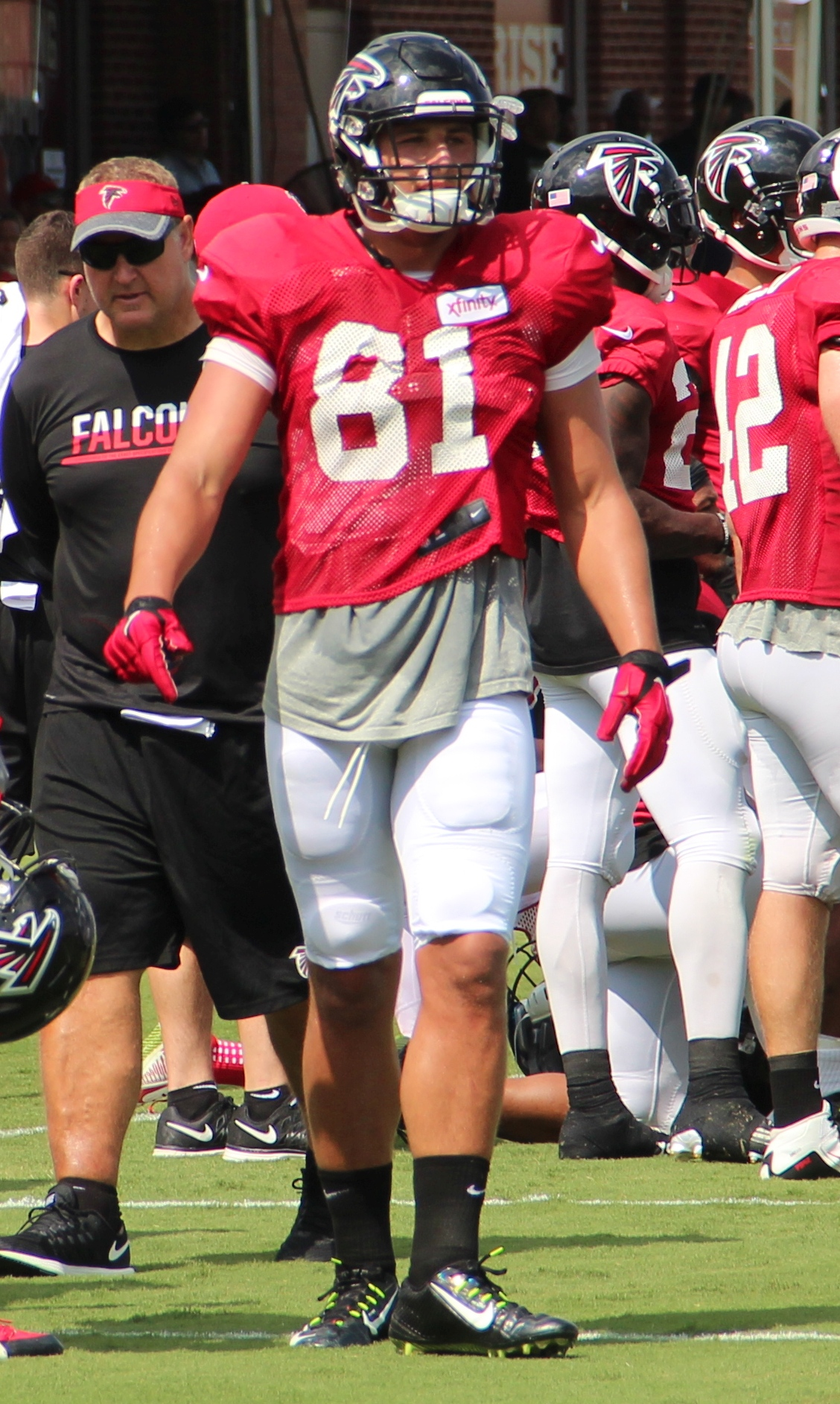
Hooper al training camp nel 2016

Al college, Hooper giocò a football con i Stanford Cardinal dal 2014 al 2015, con cui nell'ultima stagione fu finalista del John Mackey Award. Fu scelto nel corso del terzo giro (81º assoluto) nel Draft NFL 2016 dagli Atlanta Falcons. Debuttò come professionista subentrando nella gara del primo turno contro i Tampa Bay Buccaneers in cui ricevette un passaggio da 14 yard. Nella vittoria della settimana 4 i Carolina Panthers segnò il primo touchdown su ricezione in carriera. La sua stagione da rookie si concluse con 19 ricezioni per 271 yard e 3 touchdown in 14 presenze, di cui 3 come titolare. Iniziò come partente anche la finale della NFC che i Falcons vinsero per 44-21 sui Green Bay Packers, qualificandosi per il Super Bowl LI. Il 5 febbraio 2017 partì come titolare nella finalissima in cui i Falcons furono battuti ai tempi supplementari dai New England Patriots dopo avere sprecato un vantaggio di 28-3 a tre minuti dal termine del terzo quarto.
Nel 2018 Hooper fece registrare 71 ricezioni per 660 yard e 4 touchdown, venendo convocato per il suo primo Pro Bowl al posto dell'infortunato Zach Ertz. Fu convocato anche l'anno successivo al posto di George Kittle, impegnato nel Super Bowl LIV, dopo avere segnato un nuovo primato personale di 6 touchdown.

### Cleveland Browns

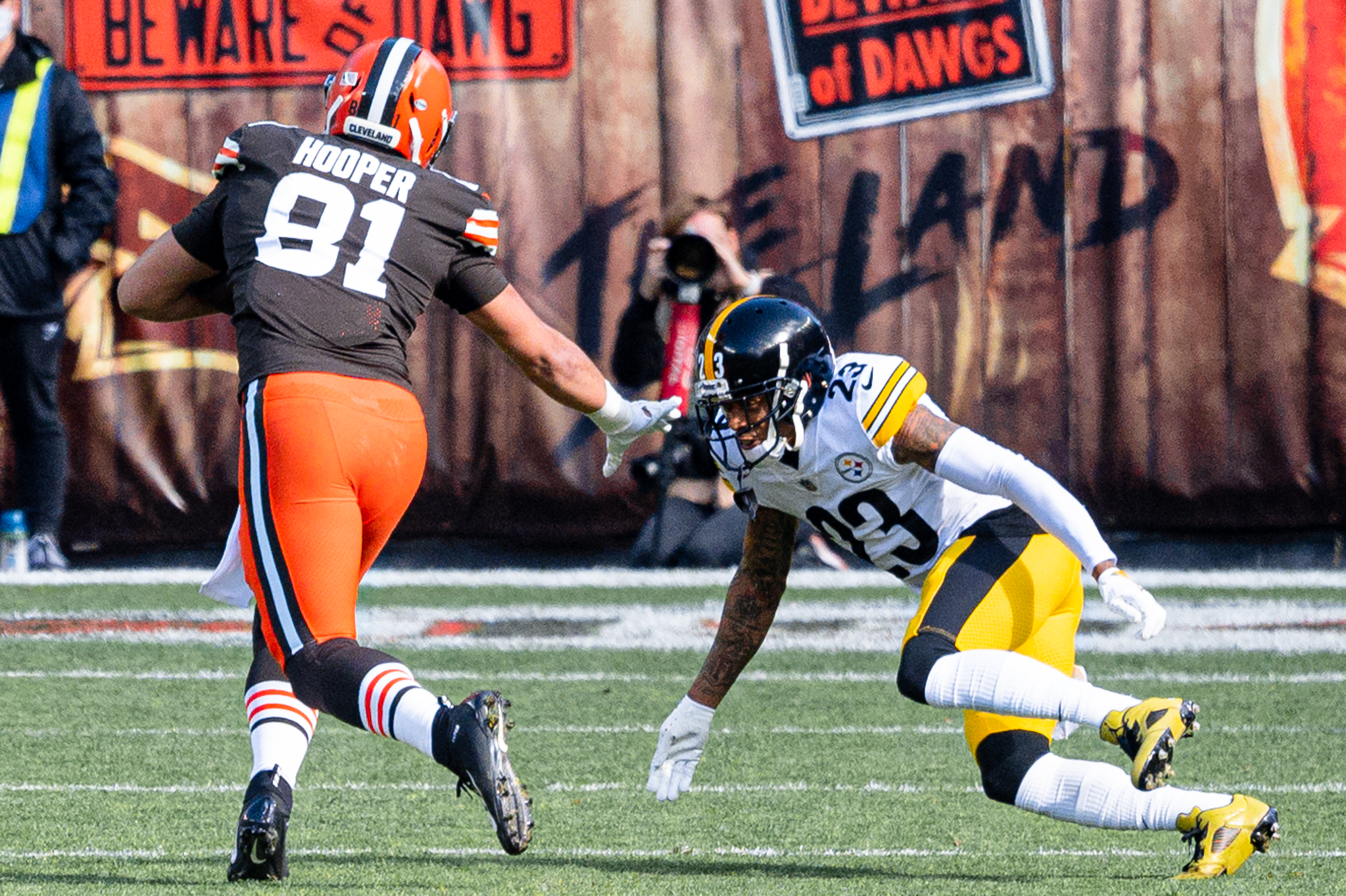
Hooper nel 2021 contro i Pittsburgh Steelers

Il 16 marzo 2020 Hooper firmò con i Cleveland Browns un contratto quadriennale del valore di 42 milioni di dollari che lo rese il tight end più pagato della lega. Chiuse la stagione regolare 2022 con 13 presenze, tutte da titolare, con 46 ricezionni per 435 yard e quattro touchdown. Nel turno delle Wild card dei playoff contro i Pittsburgh Steelers ricevette 46 yard e segnò un touchdown nella vittoria per 48–37.
Nella stagione 2021 fece 16 presenze, tutte come titolare, collezionando 38 ricezioni per 345 yard e tre touchdown.
Il 17 marzo 2022, dopo due stagioni a Cleveland in cui aveva giocato 29 gare tutte da titolare con 84 ricezioni per 780 yard e sette touchdown, fu svincolato dai Browns.

### Tennessee Titans
Il 21 marzo 2022 Hooper firmò un contratto annuale con i Tennessee Titans del valore di 3,3 milioni di dollari. Nel 2022 Hooper giocò tutte le 17 gare della stagione regolare, di cui 2 come titolare, facendo 41 ricezioni per 444 yard e due touchdown.

### Las Vegas Raiders
Il 22 marzo 2023 Hooper firmò un contratto annuale con i Las Vegas Raiders da 2,75 milioni di dollari. Giocò tutte le 17 gare della stagione regolare, di cui 9 come titolare, mettendo a tabellino 25 ricezioni per 234 yard e nessun touchdown.

### New England Patriots
Il 12 marzo 2024 Hooper firmó un contratto annuale con i New England Patriots per 3,1 milioni di dollari. Nel 2024 giocò tutte le 17 partite della stagione regolare dei Patriots, di cui 8 come titolare, collezionando 45 ricezioni per 476 yard, tre touchdown e un fumble perso.
Il 14 marzo 2025 rinnovò per un altro anno con i Patriots a 5 milioni di dollari.

## Palmarès

### Franchigia
- National Football Conference Championship: 1

Atlanta Falcons: 2016

### Individuale
- Convocazioni al Pro Bowl: 2

2018, 2019